# 臼杵市コミュニティバス
臼杵市コミュニティバス（うすきしコミュニティバス）は、大分県臼杵市にて運行しているコミュニティバスである。

## 概要
臼津交通の市内路線（上松線、六ヶ迫線、宮本線、白岩線）廃止に伴い、運行開始した。 運行は、以下の事業者に委託されている。
- 東神野線 - 富士タクシー
- 西神野線 - 野津タクシー、臼津タクシー
- その他　 - 臼津交通

- 東神野線、西神野線は路線タクシー（ジャンボタクシー）での運行。
- 運賃は、臼津交通と同じ運賃体系での区間制である。
- 土曜日・日曜日・祝祭日及び年末年始は運休。

## 沿革
- 2006年12月18日 - 以下3路線で実証実験運行開始（～2007年3月30日）。土日祝・年末年始休、臼津交通に委託。[3]
  - 家野線（市役所 - 臼杵商業高校）、田中線（市役所 - 藤河内田中）、南野津線（野津市 - 田中）
- 2007年4月1日 - 以下11路線で本格運行開始。[1]
  - （臼杵地域）佐志生線、六ヶ迫線、上松線、家野線、田中線、東神野線、（野津地域）白岩線、城崎線、東谷循環線、南野津線、西神野線
- 2008年4月1日 - 路線・時刻変更。[4]
  - 家野線、田中線廃止。
  - 上松線の運行曜日を金曜日を追加して水曜・金曜日に。
  - 六ヶ迫線は運行曜日を木曜日→水曜日に変更、田中線が経由していた新大坪交差点 - 藤河内田中をルートに追加。
  - 東谷循環線を東谷線（県立三重病院行き）に変更、運行曜日を火曜日→火曜・木曜日に変更。
  - 南野津線を田尻 - 県立三重病院間延長、運行曜日を火曜日→月曜日に変更。
  - 城崎線を乙見 - 市浜間延長、運行曜日を月曜日→火曜・木曜日に変更。

## 現行路線
以下は2010年4月当時の情報である。

### 臼杵地区
佐志生線
- 臼杵市役所 - 辻 - 平清水 - 江無田 - 熊崎駅前 - 下北農協前 - 下ノ江駅前 - 黒島入口
  - 金曜日のみの運行。

六ヶ迫線
- 臼杵市役所 - 辻 - 平清水 - 江無田 - 熊崎駅前 - 下北農協前 - 大坪 - 藤河内田中 - 六ヶ迫
  - 水曜日のみの運行。

上松線
- 臼杵市役所 - 辻 - 平清水 - 江無田 - 上北小学校前 - 松原 - 上松
  - 水曜日・金曜日のみの運行。

東神野線
- 竹場 - 神野口 - 川原内
  - 川原内→竹場は月曜日 - 金曜日の運行、竹場→川原内は金曜日のみの運行。
  - 路線タクシーによる運行。

### 野津地区
白岩線
- 野津市 - 野口 - 清水原 - 白岩
  - 月曜日のみの運行。

城崎線
- 野津市 - 塚田 - 八里合 - 乙見 - 竹場 - 上臼杵駅前 - 市浜
  - 火曜日・木曜日のみの運行。

東谷線
- 野津市 - 野口 - 折立 - 殿成 - 鼓石 - 県立三重病院
  - 火曜日・木曜日のみの運行。

南野津線
- 野津市 - 野口 - 笹枝 - 天手 - 田尻 - 県立三重病院
  - 月曜日のみの運行。

西神野線
- 上西神野 - 八里合 - 板屋
  - 火曜日・木曜日のみの運行。
  - 路線タクシーによる運行。

## かつて運行していた路線
家野線
全停留所掲載
- 臼杵市役所 - 保健所前 - 城北 - 辻口 - 市営江無田住宅前 - 一ノ井手 - 第一木保佐 - 第二木保佐 - あすとぴあ - 山の手入口 - 門前 - 馬代 - 荒田 - 臼杵商業高校（家野）
  - 木曜日のみの運行だった。

田中線
全停留所掲載
- 臼杵市役所 - 保健所前 - 城北 - 辻口 - 市営江無田住宅前 - 一ノ井手 - 立野入口 - 井村入口 - 田ノ口入口 - 北ノ川 - 大坪 - 藤河内田中　
  - 金曜日のみの運行だった。

東谷循環線
全停留所掲載
- 臼杵市役所野津庁舎（野津市） - 野津南 - 野津高校前 - 板屋 - 野口 - 西ノ口 - 前河内 - 椎原 - 奥畑 - 折立 - 大山 - 細枝 - 上細枝 - 殿成 - 田中神社前 - 入城 - 田中入口 - 鼓石 - 花香 - 栃原 - 尾原入口 - 川平 - 大久保 - 原口 - 前河内 - 西ノ口 - 野口 - 板屋 - 野津高校前 - 野津南 - 臼杵市役所野津庁舎（野津市）　　
  - 火曜日のみの運行だった。